# Estannano
El estanno o hidruro de estaño es un compuesto inorgánico con la fórmula química SnH4. Es un gas incoloro y el análogo de estaño del metano. El estannano se puede preparar mediante la reacción de SnCl
4 yLi[AlH
4].
SnCl
4 + Li[AlH
4] → SnH
4 + LiCl + AlCl
3
El estaño se descompone lentamente a temperatura ambiente para dar estaño metálico e hidrógeno y se enciende al contacto con el aire.
Se pueden encontrar variantes del estannano como hidruros metálicos inorgánicos, gaseosos y altamente tóxicos, y como hidruros del grupo 14.